# Rizky Febian
Rizky Febian, właśc. Rizky Febian Adriansyah Sutisna (ur. 25 lutego 1998 w Bandungu) – indonezyjski piosenkarz i aktor. Popularność zyskał za sprawą utworu „Kesempurnaan Cinta”.
Jego ojcem jest komik Sule.

## Dyskografia
Single
- 2012: „Papa Telepon” (feat. Sule)
- 2012: „Smile U Don’t Cry” (remix, feat. 3 Djanggo)
- 2014: „Terbaik Untukmu”
- 2015: „Kesempurnaan Cinta”
- 2016: „Kesempurnaan Cinta” (remix, feat. Evan Virgan)
- 2016: „Penantian Berharga”
- 2017: „Cukup Tau”

Źródło:.

## Filmografia
- 2011: Sule Detektif Tokek
- 2016: Cahaya Cinta Pesantren
- 2016: Hongkong Kasarung

Źródło:

## Nagrody
- Pendatang Baru TerDahsyat (Najlepszy debiutant), Dahsyatnya Awards (2016)
- Pendatang Baru Paling Ngetop (Najpopularniejszy debiutant), SCTV Music Awards (2016)
- Utwór „Kesempurnaan Cinta” wybrany jako Lagu Paling Ngetop (Najpopularniejsza piosenka), SCTV Music Awards (2016)
- Breakthrough Artist of the Year, Indonesian Choice Awards (2016)
- Utwór „Kesempurnaan Cinta” wybrany jako Song of the Year (Piosenka roku), Indonesian Choice Awards (2016)
- Utwór „Kesempurnaan Cinta” wybrany jako Lagu Indonesia Favorit (Ulubiona piosenka indonezyjska), Nickelodeon Indonesia Kids’ Choice Awards (2016)

Źródło: